# پانگا (فیلم)
پانگا (به هندی: Panga) فیلمی محصول سال ۲۰۲۰ و به کارگردانی آشوینی آیر تیواری است. در این فیلم بازیگرانی همچون کانگانا رانوت، جاسی گیل، ریچا چادا و نینا گوپتا ایفای نقش کرده‌اند.